# Weinschnabel
Der Weinschnabel  ist ein 2754 m ü. A. hoher Berg der Hohen Tauern, an der Grenze zwischen Kärnten und dem Land Salzburg.

## Lage und Landschaft

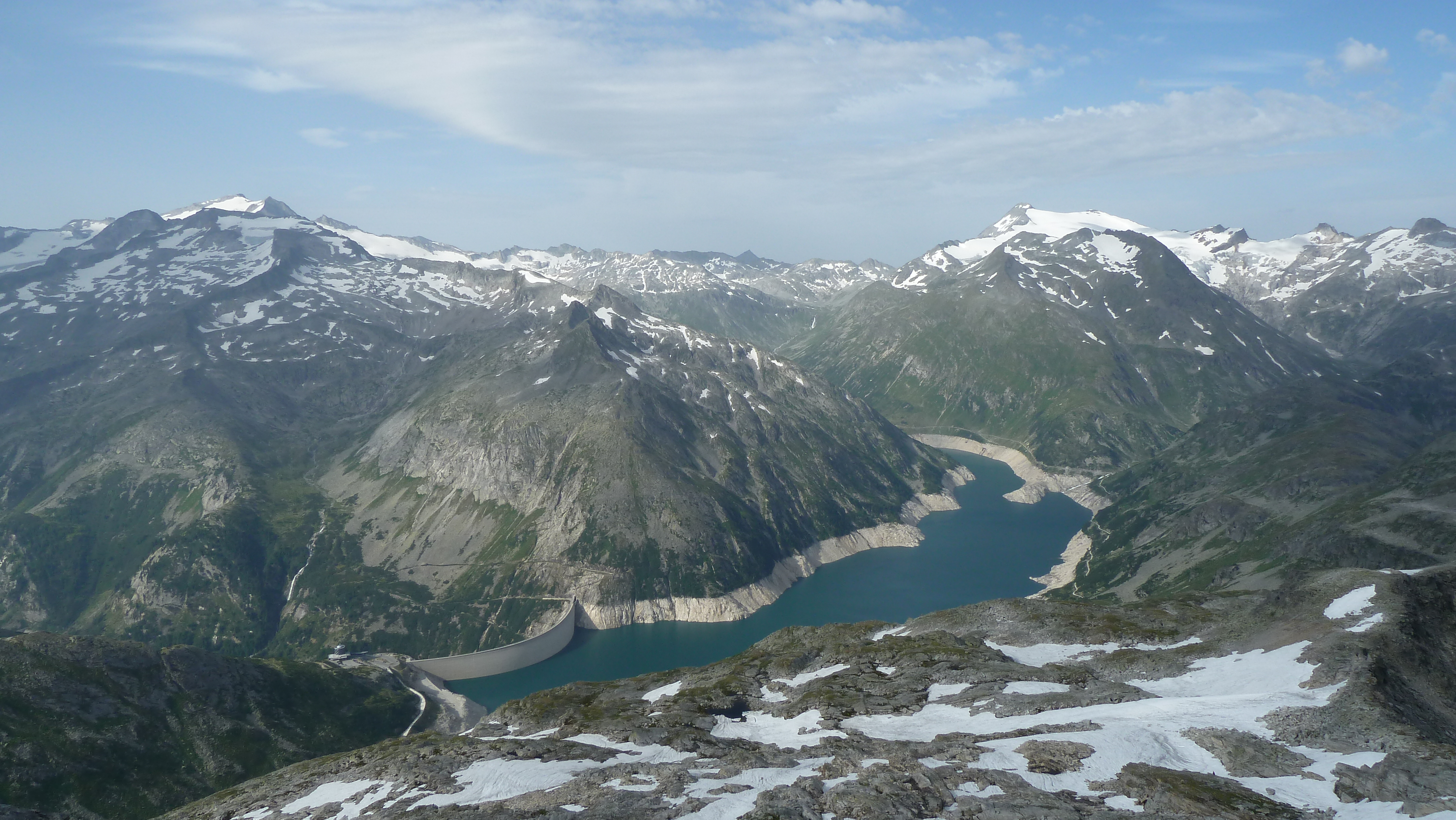
Blick südwestwärts auf den Kölnbreinspeicher im Maltatal, hinten links das Massiv der Hochalmspitze, rechts das des Ankogels

Der Gipfel (historisch Schneeleitköpfl) liegt zwischen oberstem Murtal (Muhrtal), Großarltal und Maltatal, oberhalb des Kölnbreinspeichersees, an den Gemeindegrenzen von Hüttschlag, Muhr und Malta.
Der Weinschnabel ist ein westlicher Nebengipfel der Kaltwandspitze (2822 m ü. A.), die Scharte dazwischen hat knapp ca. 2680 m. Danach führt der Kamm zum Hafner südostwärts. Westwärts fällt der Grat zur Marchkarscharte (2384 m), dahinter liegt der Brunnkogel mit 2427 m schon oberhalb der Arlscharte, dem Übergang vom Großarler Hüttschlag in den Murwinkel. Das Kar nordwestlich ist das Marchkar, das über die Senke des nur manchmal vorhandenen Schödersees zum Großarlbach entwässert, der bei Schwarzach–St. Veit in die Pongauer Salzach mündet. Der Kölnbreinsee südwestlich staut die oberste Malta (oberste Staustufe der Maltakraftwerke), die über die Lieser zur Drau geht. Nördlich von Weinschnabel und Kaltwandspitze liegt ein Hochtal, in dem sich Oberer und Unterer Schwarzsee befinden. Hier führt der Kamm westlich der Seen über die Muritzenscharte (2384 m) zum Marchkareck (2661 m), und dann weiter Richtung Murtörl. Das abgeschlossene Kartal der Schwarzseen entwässert im Blockschutt zum Karwassersee in der Muritzen östlich unterhalb, und der Muritzenbach zur obersten Mur.
Damit gehört der Berg zum Alpenhauptkamm und ist der Tripelpunkt dreier grundlegender Flussgebietseinheiten Österreichs, Donau bis Jochenstein (DBJ), zu der der Inn mit Salzach gehört, Drau und Mur – letztere an sich ein Nebenfluss der Drau, der aber in Österreich eigenständig gerechnet wird. Die Drau–Inn-Wasserscheide führt in westlicher Richtung zur Dreiherrnspitze, dem salzburgisch-osttirolisch-südtirolischen Dreiländereck, und in nördlicher Richtung zum Faulkogel, mit dem Inn–Drau–Enns-Tripelpunkt. Der Jochenstein als Marke liegt recht genau nördlich an der oberösterreichisch-bayerischen Grenze in der Donau. Die Drau–Mur-Wasserscheide läuft durch die Hafnergruppe zum Katschberg, und die kärtnerisch-steirische Grenze entlang bis zur Murmündung im slowenisch-ungarisch-kroatischen Dreiländereck.
Der Gipfel gehört zum Nationalpark Hohe Tauern und zum Biosphärenpark Lungau–Nockberge.

## Geologie
Der Gipfel bildet sich aus den zentralalpinen kristallinen Gesteinen des Tauernfensters („Urgestein“). Westlich des Gipfels liegen Granite des Hölltor-Rotgülden-Kerns, ostseitig altkristalline Gneise der Hafner-Zone. Dabei handelt es sich um paläozoische, um die 450 bis 300 Millionen Jahre alte Reste des variszischen Grundgebirges der Alpen.
Im Kar der Schwarzseen wie an der Südflanke liegt zwischen Weinschnabel und Kaltwandspitze der Blockschutt von Gletscherresten.

## Touren
Aufstiege sind von allen drei Talseiten möglich. Über den Kamm am Weinschnabel führt der Zentralalpenweg (Österreichischer Weitwanderweg 02, hier Nr. 502), Etappe Tappenkarseehütte – Murtörl respektive Sticklerhütte – Murursprung – Schmalzgrube (Albert-Biwak an der Schmalzscharte) zum Kölbreinspeicher – Osnabrücker Hütte. Der Höhenweg passiert den Weinschnabel südlich unterhalb, auf den Gipfel führt ein Steig. Die Touren gelten insgesamt als anspruchsvoll, so gibt es zwischen den Schwarzseen eine Kletterstelle.